# Simion Stoilow

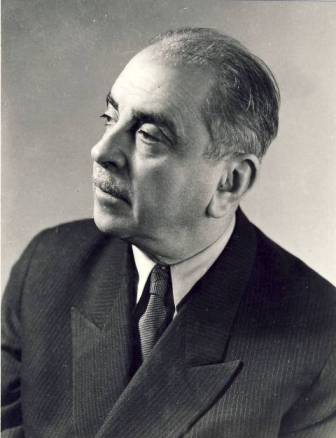
Simion Stoilow

Simion Stoilow (* 14. September 1887 in Bukarest; † 4. April 1961 in Bukarest) war ein rumänischer Mathematiker.

## Leben
Stoilow studierte ab 1907 an der Sorbonne in Paris, wo er 1916 mit der Dissertation "Sur une classe de fonctions de deux variables définies par les équations linéaires aux dérivées partielles" bei Émile Picard promoviert wurde. Von 1919 bis 1921 war er an der Universität Alexandru Ioan Cuza Iași, danach zwei Jahre an der  Universität Bukarest. Dann wurde er Professor an der Nationalen Jurij-Fedkowytsch-Universität Czernowitz. Ab 1939 war er Professor in Bukarest, zuerst an der Polytechnischen Universität, ab 1941 dann an der Universität Bukarest. Dort war er von 1944 bis 1946 Rektor und von 1948 bis 1951 Dekan der Fakultät für Mathematik und Physik. Von 1946 bis 1948 war er rumänischer Botschafter in Frankreich.
Stoilow war erst stellvertretender Direktor und ab 1954 dann Direktor des 1949 gegründeten Mathematischen Instituts der Rumänischen Akademie. Diese Stellung hatte er bis zu seinem Tode inne. Heute heißt dieses Institut zu seinen Ehren Simion Stoilow Institute of Mathematics of the Romanian Academy.
Stoilow hielt Vorträge auf den Internationalen Mathematikerkongressen (ICM) 1920 in Straßburg, 1928 in Bologna und 1936 in Oslo.
Stoilow leistete vielfältige Beiträge zur Mathematik, insbesondere zur Funktionentheorie. Er gilt als Vater der rumänischen Schule auf diesem Gebiet. Das Gebiet der topologischen Funktionentheorie wurde von ihm maßgeblich mitbegründet.  Nach ihm benannt ist hier der Stoilowsche Faktorisierungssatz: Jede stetige, offene, diskrete Abbildung zwischen ebenen Gebieten ist Komposition eines Homöomorphismus mit einer holomorphen Funktion. Auch die Stoilow-Kerékjártó-Kompaktifizierung ist mit seinem Namen verbunden.
1936 wurde er zum korrespondierenden Mitglied der Rumänischen Akademie gewählt, seit 1945 war er ordentliches Mitglied.